# 애플 IIe

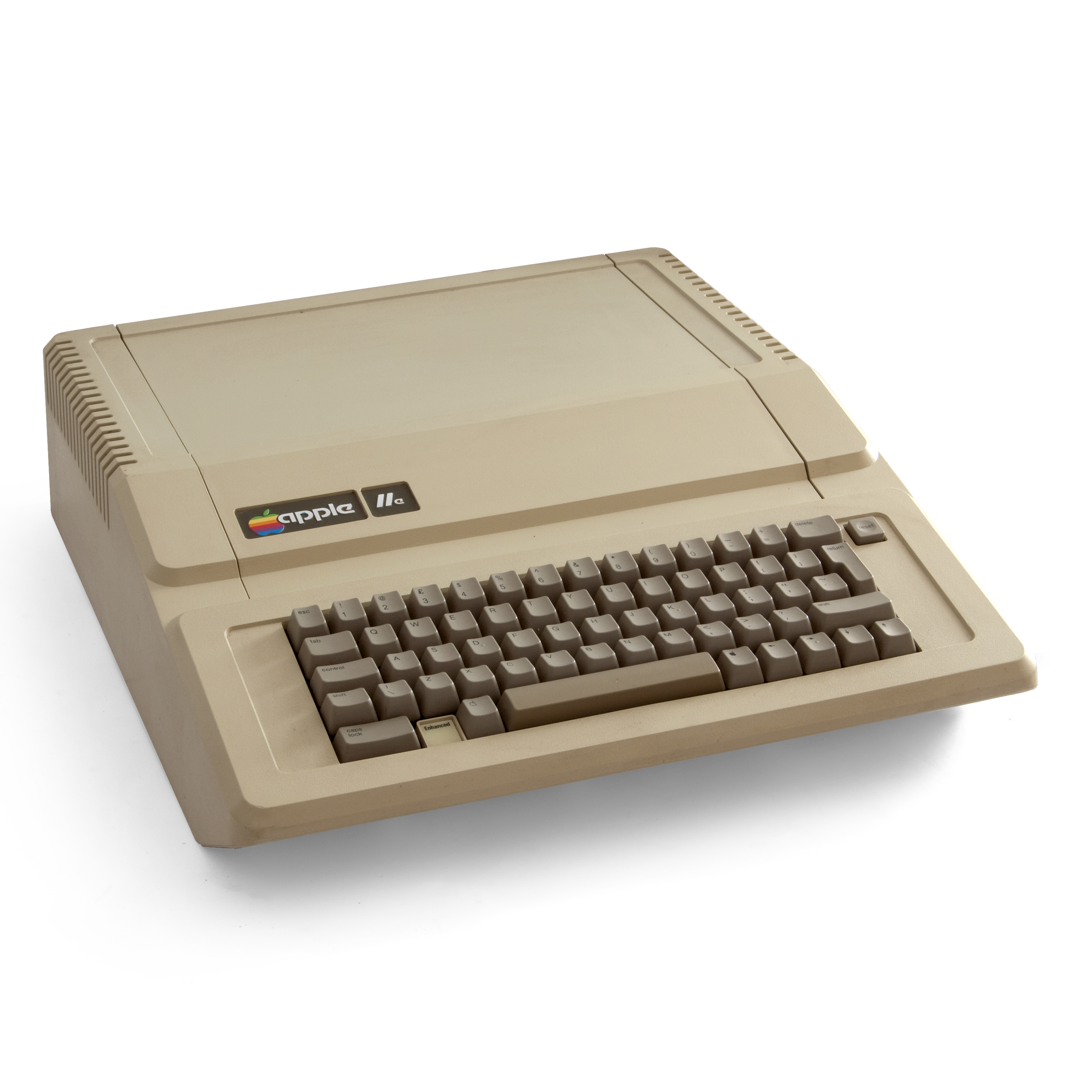
애플 IIe

애플 IIe(Apple IIe, 애플 //e, Apple //e)는 애플 컴퓨터에서 생산한 애플 II 시리즈 개인용 컴퓨터의 세 번째 모델이다. 애플 II 플러스의 후속 제품으로 출시되었다. 이름의 e는 Enhanced를 의미하며 이전 모델에서는 업그레이드나 추가 기능으로만 사용할 수 있었던 몇 가지 인기 기능이 이제 내장되어 있다는 사실을 나타낸다. 내장된 소문자 및 80열 텍스트 지원과 전체 64K RAM을 제공하는 최초의 애플 II로 주목할 만한다. 동시에 이전 모델에 비해 총 칩 수를 약 75% 줄였다.
컴퓨터를 처음 구입하는 사람들에게 매우 매력적인 범용 기계를 위해 만들어진 새로운 기능과 향상된 확장성. 단종되기 전 애플 II 컴퓨터 제품군의 마지막 생존 모델로서 거의 11년 동안 비교적 적은 변경 사항으로 제조 및 판매된 IIe는 애플 역사상 가장 오래 지속된 컴퓨터라는 명성을 얻었다.

## 같이 보기
- 애플 II
- 애플 III
- 애플 IIc
- 애플 IIGS